# カーレド・ホッセイニ
カーレド・ホッセイニ（英: Khaled Hosseini、ペルシア語: خالد حسینی [ˈxɒled hoˈsejni]; [ˈhɑːlɛd hoʊˈseɪni];、1965年3月4日 - ）は、アフガニスタン出身、アメリカ在住の小説家、医者。タジク人。また、2015年現在、国連難民高等弁務官事務所の親善大使を任命されている。

## 経歴
カーブルで生まれる。1970年に父がイランのアフガニスタン大使館に赴任したためにテヘランに移り、次いで1976年にフランスのアフガニスタン大使館勤務になったためパリに移る。その後ソ連のアフガニスタン侵攻が始まったために帰国をあきらめ、1980年に家族でアメリカに亡命し、カリフォルニア州サンノゼに移り住む。カリフォルニア大学医学部を卒業し、1996年から内科医師として働き始める。
2003年に『カイト・ランナー』を発表し作家デビュー、同書は全世界で1000万部を越えるベストセラーとなり、2007年に映画化された。2006年、国連難民高等弁務官事務所(UNHCR)でアメリカ使節団の一員として1年間働く。2007年に発表した第2作『千の輝く太陽』も同年の年間ベストセラーとなった。
『カイト・ランナー』は、カブールの裕福な家に生まれた少年が、1970年代からの、クーデター、ソ連軍の侵攻、引き続く内戦から、2001年のアメリカによる空爆に至るまでの過酷な経験を描いている。

## 作品
- The Kite Runner 2003年
  - 邦訳『カイト・ランナー』佐藤耕士訳、2006年、アーティストハウス、『君のためなら千回でも（上・下）』2007年、ハヤカワepi文庫
- A Thousand Splendid Suns 2007年
  - 邦訳『千の輝く太陽』土屋政雄訳、2008年、早川書房、2014年、ハヤカワepi文庫
- And the Mountains Echoed 、2013年
  - 邦訳『そして山々はこだました（上・下）』佐々田雅子訳、2014年、早川書房

## 参照
1. ↑  Goodreads | Khaled Hosseini
2. ↑  YouTube - Khaled Hosseini Interviewed On KVOS TV
3. ↑  Khaled Hosseini - Kite Runner & A Thousand Splendid Suns - Truveo Video Search
4. ↑  Khaled Hosseini | Afgha.com - News - Afghanistan
5. ↑  http://connect-tajikistan.org/main/?p=95
6. ↑  『千の輝く太陽』著者あとがき